# Liebmann Hersch
Pesach Liebmann Hersch (geboren 25. Mai 1882 in Pamūšis, Russisches Kaiserreich; gestorben 9. Juni 1955 in Genf) war ein Schweizer Statistiker, Demograf und Funktionär jüdischer Verbände.

## Leben
Liebmann Hersch war ein Sohn des Journalisten Meyer Dovid Hersch (1858–1933) und der Hannah-Dvorah Blumberg (1860–1890), sein Vater zählte sich zu den aufgeklärten Juden. Die Familie zog im Gouvernement Kowno nach Joniškis und dann nach Šiauliai, wo seine Mutter nach der Geburt des sechsten Kindes im Alter von 30 Jahren starb. Hersch lebte die nächsten Jahre in einer Pflegefamilie. 1895 zog der Vater mit den Kindern nach Warschau, wo Hersch das Gymnasium besuchte. Er begann ein Studium an der Warschauer Universität und flüchtete, nachdem er 1904 an einem Streik der Studenten teilgenommen hatte, in die Schweiz. Er hatte bereits als Gymnasiast Kontakt zum Allgemeinen Jüdischen Arbeiterbund, dem er dann 1905 in Genf beitrat. 1908 machte er an der Universität Genf ein Diplom und wurde 1913 mit einer Dissertation über Bevölkerungswanderungen der jüdischen Bevölkerung in Europa promoviert. Seit 1909 gab er an der Universität Genf Unterricht in Demografie und Statistik und wurde dort 1921 Professor für diese Fächer. Hersch verfasste 1938 eine Abhandlung zur Kriminalsoziologie. Hersch schrieb für die Presse in Russisch, Polnisch und Jiddisch über politische Fragen der jüdischen Minderheiten und zu Problemen der Emigranten. 1912 verfasste er für den Bund einen Streikaufruf zum Protest gegen den Beilis-Prozess, 1913 in St. Petersburg eine Polemik gegen Lenins Ideen einer sozialistischen Nationalitätenpolitik. Er war 1915 Delegierter des Bund bei der Zimmerwalder Konferenz.
Er heiratete Liba Lichtenbaum, sie hatten drei Kinder, die älteste war die Philosophin Jeanne Hersch (1910–2000), die Tochter Irène wurde 1917 geboren, der Mathematiker Joseph Hersch im Jahr 1925. Seit der Machtübergabe an die Nationalsozialisten in Deutschland kümmerte er sich als Bundist verstärkt um die jüdischen Flüchtlinge in der Schweiz und war in der neutralen Schweiz während des Zweiten Weltkriegs Ansprechpartner für jüdische US-amerikanische Hilfsorganisationen.
Von 1947 bis 1954 war er im Präsidium der wiedergegründeten Internationalen Vereinigung zu wissenschaftlichen Studien der Bevölkerungsentwicklung (IUSSP) und von 1949 bis 1953 ihr Präsident. 1954 leitete er die Weltbevölkerungskonferenz in Rom, die unter der Ägide der UNO durchgeführt wurde.

## Schriften (Auswahl)

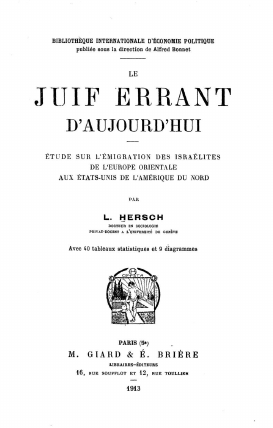
Dissertation, 1913

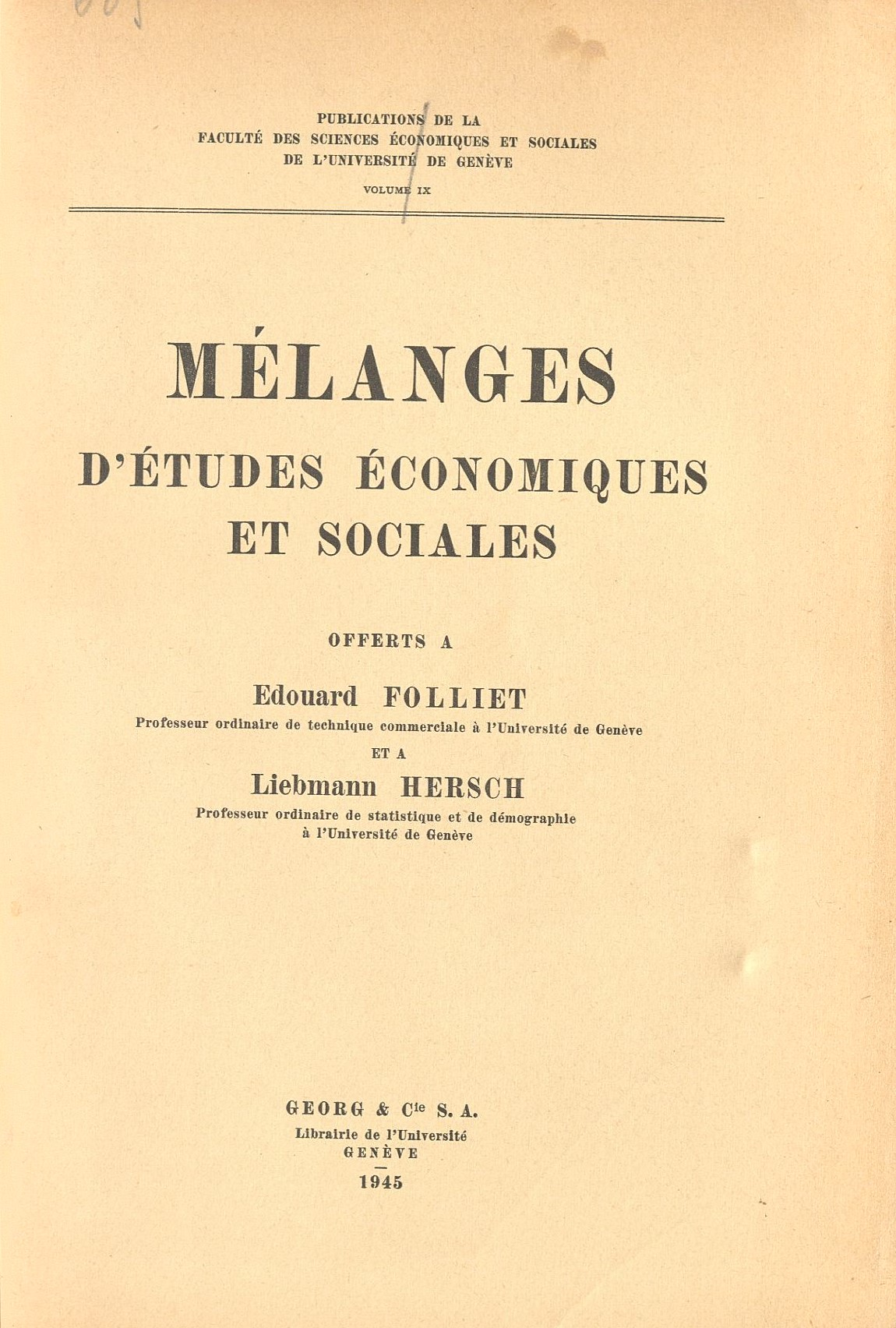
Festschrift (1945)

- Le Juif errant d'aujourd'hui : étude sur l'émigration des israélites de l'Europe orientale aux États-Unis de l'Amérique du Nord. Paris : Giard & Brière, 1913
- La population de la Palestine et les perspectives du sionisme. Rom : Amministrazione del "Metron", R. Università, Instituto de statistica e politica economica, 1928
- Le Juif délinquant. Étude comparative sur la criminalité de la population juive et non-juive de la République polonaise. Paris : F. Alcan, 1938
- Mein Judentum. Das Judentum vom Standpunkt eines jüdischen Positivisten gesehen. Aus dem Französischen übertragen von Max Mandellaub. Zürich : I. Goldstein, 1940